# Bomba (riso)
Il riso bomba (spagnolo: arroz bomba; catalano: arròs bomba) è una varietà di riso a grani corti (Oryza sativa L.), coltivata principalmente nelle parti orientali della Spagna. È comunemente usato nella paella e in altri piatti della cucina valenzana ed è spesso anche indicato come riso Valencia. Ha chicchi corti per la presenza di amilopectina.

## Caratteristiche
Si ritiene che il riso bomba abbia avuto origine da una varietà indiana che è stata portata nella penisola iberica attraverso il Medio Oriente. È noto per le sue proprietà antiaderenti grazie al suo alto contenuto di amilosio. È a grana corta con colore bianco perlato e consistenza uniforme. Una proprietà importante del bomba è la sua capacità di assorbire due o tre volte il suo volume in acqua senza scoppiare. Di conseguenza, è necessaria più acqua per cuocere il riso bomba rispetto ad altre varietà simili, e i chicchi di riso tendono a mantenere bene la loro struttura dopo la cottura. 
Il bomba è una delle varietà di riso più pregiate della Spagna, in particolare le varietà Denominación de Origen (D.O.) di Calasparra e Moratalla. Altre regioni ben note per il riso bomba includono Silla, Pego e Pals.